# Ariel Ltd
Ariel Motors Ltd — английская компания по мелкосерийному производству спортивных автомобилей, находящаяся в городе Крюкерн, графство Сомерсет, Великобритания.
Штат компании насчитывает только семь человек, которые производят около 100 автомобилей в год.
Компания была основана Симоном Сандерсом (Simon Saunders) в 1991 году как Solocrest Ltd, в 2001 году название компании было изменено на Ariel Motors, при этом компания не имеет ничего общего с существовавшей с 1902 по 1970 год компанией Ariel Motorcycles, производившей мотоциклы. В июне 2014 года представила мотоцикл собственной разработки, который получил название «Ace». Публичный дебют состоялся на фестивале скорости в Гудвуде.

## Модели

### Выпускаемые модели автомобилей
| Год             | Модель      | Описание |
| 1996–наст.время | Ariel Atom  | Единственная выпускаемая модель компании с использованием двигателя и трансмиссии автомобиля Хонда Цивик Type R |
| 2015            | Ariel Nomad | Компания представила модель внедорожника Nomad.                                                                 |

### Выпускаемые модели мотоциклов
| Год  | Модель    | Описание                                   |
| 2015 | Ariel Ace | Модель была представлена в июне 2014 года. |